# Carex penduliformis
Carex penduliformis är en halvgräsart som beskrevs av Henri Chermezon. Carex penduliformis ingår i släktet starrar, och familjen halvgräs. Inga underarter finns listade i Catalogue of Life.